# Mushikaburi-hime
Mushikaburi-hime (jap. 虫かぶり姫) ist eine Online-Romanserie der japanischen Autorin Yui, die seit 2015 erscheint und als Light Novel und Manga umgesetzt wurde. Die romantische Fantasy-Geschichte erzählt von einer in Bücher verliebten jungen Adeligen, die unerwartet zur Verlobten des Kronprinzen wird.

## Inhalt
Die junge Adelige Eliana aus der Familie Bernstein ist, wie auch schon ihre Eltern, von Büchern begeistert. Die Familie ist für ihre Liebe zu Büchern bekannt und ihre Tochter wird „Prinzessin der Bücher“ genannt. Doch empfindet sie sich nicht als besonders hübsch und zieht sich ohnehin am liebsten zum Lesen zurück. Zu ihrer Überraschung will sich der Prinz ihres Königreichs Sauslind, Christopher, dennoch mit ihr verloben. Denn seine Mutter drängt ihn, sich endlich eine Frau zu suchen. Da er ihr Zugang zur königlichen Bibliothek verspricht und dass sie sonst nur wenige Verpflichtungen haben werde, willigt Eliana ein. So lebt sie bald mit ihm im königlichen Schloss und sie gewöhnen sich aneinander. Die belesene und kluge Eliana findet auch bald Freunde am Hof: Ihren Leibwächter Glenn Eisenach, der Bibliothekar Theodor sowie Alexei Strasser, die rechte Hand des Prinzen und Bruder des Königs. Doch mit der zwar hübschen, aber nicht so klugen Eileen Parkass kommt Eliana nicht so gut zurecht. Gerade sie, so vermutet Eliana bald, könnte Christopher aber doch ihr vorziehen. Und mit ihren Kontakten am Hof wird sie bald auch in die höfischen Intrigen hineingezogen.

## Veröffentlichungen
Die Geschichten von Autorin Yui wurden von ihr zunächst ab September 2015 auf der Plattform Shōsetsuka ni Narō veröffentlicht. Seit Juli 2016 erscheint eine Umsetzung als Light Novel mit Illustrationen von Satsuki Shiina beim Verlag Ichijinsha. Bisher erschienen sieben Bände.
Seit August 2018 erscheint im Magazin Gekkan Comic Zero Sum beim gleichen Verlag zudem eine Umsetzung als Manga, umgesetzt von Yui Kikuta. Die Kapitel wurden auch gesammelt in bisher zehn Bänden veröffentlicht (Stand: Mai 2025). Eine deutsche Übersetzung des Mangas von Constanze Thede erscheint seit Mai 2022 bei Tokyopop unter dem Titel Eliana – Prinzessin der Bücher in bisher neun Bänden (Stand Juli 2025). Auf Englisch wird der Manga wie auch die Light Novel von J-Novel Club veröffentlicht.

## Anime-Adaption
Von Oktober bis Dezember 2022 lief eine 12-teilige Anime-Adaption der Geschichte im japanischen Fernsehen.